# 敬暉
敬暉（7世纪？—706年），字仲曄，绛州太平县（《新唐书》记为绛州平阳县）人。唐朝官员。與張柬之、崔玄暐等人，乘武則天重病，發動神龍革命，迎立唐中宗，封平陽郡王。后遭到韋皇后貶謫謀殺而死，謚肅湣，贈太尉。

## 生平
二十歲舉明經。聖曆初年為衛州刺史。河北經常被突厥騷擾，當時是秋季而一直築城，暉曰：「金湯非粟不守，豈有棄農畝，事池隍哉？」使民工返回務農，該部賴此安定。遷夏官侍郎，出為泰州刺史，大足元年（701年）遷洛州長史。武后幸長安，為東都副留守，以治理幹練知名，璽書勞之，多賜物緞。長安三年（703年），拜中臺右丞，加銀青光祿大夫。
神龍元年（705年），轉左羽林將軍，與凤阁侍郎张柬之、鸾臺侍郎崔玄暐、右羽林将军桓彦範、司刑少卿袁恕己等人交結，趁著武則天病重無備，發動禁軍攻打大內，誅殺武則天的男寵張易之、張昌宗，逼迫則天禪讓帝位，唐中宗復辟。功加金紫光祿大夫，為侍中、平陽郡公，實封五百戶，進封齊國公。武后崩，遺制加實封滿七百戶。敬暉上章論奏，降諸武爵位為公。武三思憤恨，乃使中宗明尊敬暉等為郡王，封平陽郡王，特進，罷參知政事，仍賜鐵券，恕十死，朔望趨朝。
最初誅張氏兄弟時，洛州長史薛季昶向張柬之、敬仲曄說：“二凶雖除，產祿猶在，去草不去根，終當復生。”彥範不欲廣殺，曰：“大事已定，彼猶機上肉耳，夫何能為！所誅已多，不可復益也。”季昶歎曰：“吾不知死所矣！”後來敬暉、桓彥範果然被武三思所害。
隔日，武三思由韋后幫助潛入宮中，行宰相事，反易國政，為天下所患，時人議論歸咎於敬暉。敬暉等喪失政事權柄，受制於武三思，敬暉時常推床悵恨而一直彈指以致流血。張柬之嘆：“主上疇昔為英王時，素稱勇烈，吾留諸武，冀自誅鋤耳。今事勢已去，知複何道。”
武三思以許州司功參軍鄭愔以往被敬暉等廢黜，指使其上表陳述敬暉罪狀。中宗下詔：“则天大聖皇后，往以憂勞不豫，凶豎弄權。暉等因興甲兵，鏟除妖孽，朕錄其勞效，備極寵勞。自謂勳高一時，遂欲權傾四海，擅作威福，輕侮國章，悖道棄義，莫斯之甚。然收其薄效，猶為隱忍，錫其郡王之重，優以特進之榮。不謂溪壑之誌，殊難盈滿，既失大權，多懷怨望。乃與王同皎窺覘內禁，潛相謀結，更欲權兵絳闕，圖廢椒宮，險跡醜辭，驚視駭聽。屬以帝圖伊始，務靜狴牢，所以久為含容，未能暴諸遐邇。自同皎伏法，釁跡彌彰，倘若無其發明，何以懲茲悖亂？跡其巨逆，合置嚴誅。緣其昔立微功，所以特從寬宥，鹹宜貶降，出佐遐藩。暉可崖州司馬，柬之可新州司馬，恕己可竇州司馬，玄暐可白州司馬，並員外置。”
貶為崖州司馬，又流放瓊州，到崖州後被周利貞殺害。唐睿宗即位後平反，追復五王王爵，又贈秦州都督，謚曰肅湣。建中初，重贈太尉。

## 家族
汉扬州刺史敬韶之后，十世孙敬显，为北齐仆射、永安侯。敬显儁曾孙敬仁纲，生敬彦琮、敬山松、敬仙客。山松，澄城令，生敬晖、敬晈。
敬晖四子：
- 敬讓，尚捨奉御；开元七年官魏州长史。
- 敬誠，开元二十六年官越州都督，右衛大將軍；
- 敬詢，比部員外郎；
- 敬諲，主客員外郎。

敬晖曾孫敬元膺，開成三年（838年），自試太子通事舍人為河南縣丞。
後梁宰相敬翔自稱是敬暉的後裔。

## 延伸阅读
[在维基数据编辑]
 《舊唐書/卷91》，出自刘昫《舊唐書》
 《新唐書·卷120》，出自《新唐書》